# Ferdinand von Trauttmansdorff

Ferdinand Fürst zu Trauttmansdorff, Lithographie von Friedrich Lieder, s. a.

Ferdinand von Trauttmansdorff, seit 1805 Reichsfürst von und zu Trauttmansdorff-Weinsberg (* 2. Jänner 1749 in Wien; † 28. August 1827 ebenda) war ein österreichischer Diplomat und Politiker sowie 1800/01 Außenminister des Habsburgerreiches.

## Leben
Ferdinand von Trauttmansdorff war Mitglied der Adelsfamilie Trauttmansdorff und nach dem frühen Tod seines älteren Bruders Erbe des Familienvermögens. Nach kurzer Tätigkeit in der niederösterreichischen Statthalterei trat er 1774 in den diplomatischen Dienst des Kaisers. 1783 wurde er Vertreter Kaiser Josephs II. im Fränkischen Reichskreis. Er heiratete 1772 Marie Caroline von Colloredo (1752–1832); aus der Ehe gingen fünf Kinder hervor.
Trauttmansdorff amtierte 1780 bis 1785 als böhmischer Gesandter beim Heiligen Römischen Reich in Regensburg und 1785 bis 1787 als österreichischer Gesandter am Hof des Mainzer Kurfürsten.
1787 bis 1789 war er bevollmächtigter Minister und Präsident des Guberniums der Österreichischen Niederlande. Seine anfängliche Konzessionsbereitschaft konnte die Unzufriedenheit in der Provinz aber nicht beseitigen. Große Konflikte gab es vor allem bei den kirchenpolitischen Maßnahmen und Einschränkungen in der Selbstverwaltung im Zusammenhang mit den josefinischen Reformen. Am 12. Dezember 1789 musste Trauttmansdorff vor der Revolution aus Brüssel fliehen, nach der Wiedereroberung 1790 kehrte er nicht mehr zurück, diente aber 1793/94, bis zum endgültigen Ende der österreichischen Herrschaft im Lande als niederländischer Hofkanzler in Wien. In der Folge hatte er Konflikte mit Minister Thugut, gegen dessen Konfrontationspolitik er beim Kaiser auftrat. Er wurde zum Haupt der adeligen Opposition gegen den „Kriegsbaron“ Thugut.
Nach dem Sturz des erfolglosen Thugut berief Kaiser Franz II. daher Trauttmansdorff 1800/01 vorübergehend zum stellvertretenden, geschäftsführenden Außenminister unter Kabinettsminister Colloredo. In seiner achtmonatigen Amtszeit versuchte er eine Annäherung an Russland und Preußen als Gegengewicht zum revolutionären Frankreich sowie eine stärkere Mitwirkung Österreichs an der Säkularisation deutscher Gebiete durch den Reichsdeputationshauptschluss zu erreichen. Aber die Staatskanzlei war in einem chaotischen Zustand; das Habsburgerreich war in diesen Kriegstagen ohne handlungsfähige Regierung.
Immer wieder, letztlich vergebens als Kabinettsminister gehandelt, wurde Trauttmansdorff am 12. Jänner 1805 in den erblichen Reichsfürstenstand erhoben. Von August 1807 bis zu seinem Tod 1827 diente er als Obersthofmeister von Kaiser Franz. In dieser Funktion war er 1814/15 verantwortlich für die Organisation des Wiener Kongresses.